# رقم حراري

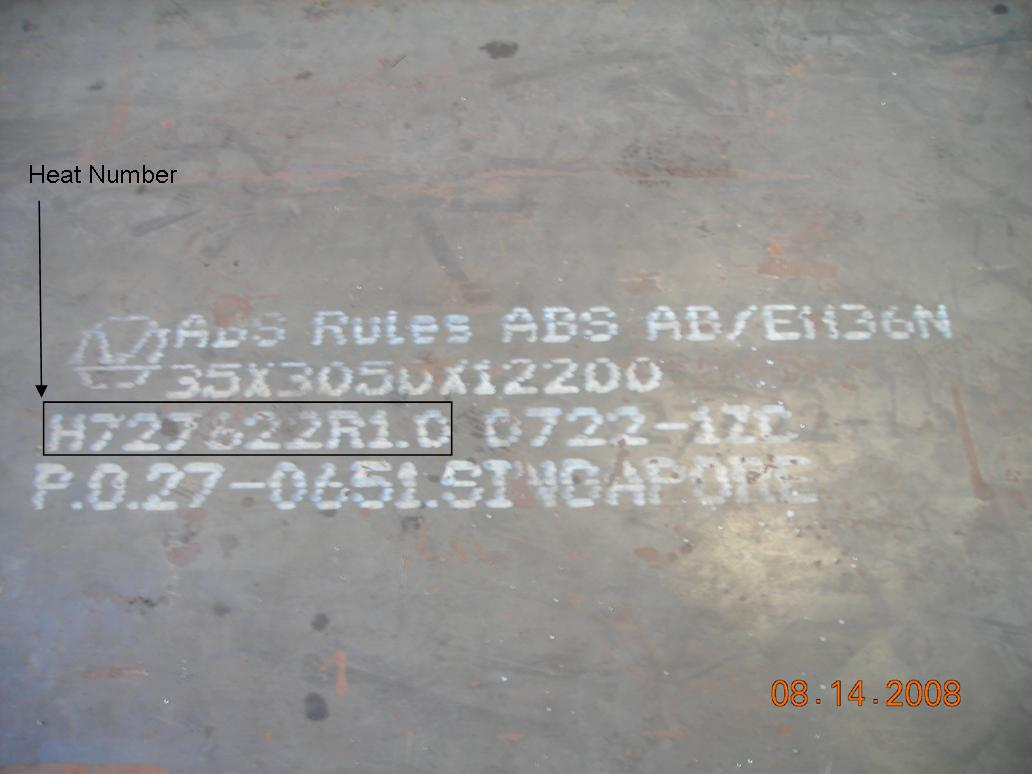
مثال على الرقم الحراري على لوحة.

الرقم الحراري هو رقم تعريف موزع يتم ختمه على لوحة مادة بعد إزالته من المغرفة وتدحرجه في مصنع للصلب. 
تتطلب معايير جودة الصناعة اختبار المواد في الشركة المصنعة وتقديم نتائج هذه الاختبارات من خلال التقرير، يسمى أيضًا ورقة المطحنة أو شهادة المطحنة أو شهادة اختبار المطحنة (MTC). الطريقة الوحيدة لتتبع صفيحة فولاذية إلى صفيحة المطحنة هي الرقم الحراري. يشبه الرقم الحراري رقم الدفعة، والذي يُستخدم لتحديد دورات الإنتاج لأي منتج آخر لأغراض مراقبة الجودة.

## دلالة عددية
عادةً، تشير الأرقام إلى: 
- الرقم الأول يتوافق مع رقم الفرن
- يشير الرقم الثاني إلى السنة التي تم فيها صهر المادة
- تشير الأرقام الثلاثة الأخيرة (وأربعة في بعض الأحيان) إلى رقم المادة المذابة.